# Коллегия кардиналов
Коллегия кардиналов или кардинальская коллегия, до 1983 года носившая название Священная коллегия кардиналов (лат. Sacrum Cardinalium Collegium) — коллегиальный орган, в который входят все кардиналы Римско-католической церкви.

## Функция
Коллегия исполняет тройную функцию:
- Совещательный орган при папе римском.
- Орган, замещающий Папу и осуществляющий верховную власть в Церкви в период «sede vacante».
- Орган, избирающий нового Папу на конклаве.

Совещательную функцию коллегия исполняет, когда Папа собирает кардиналов на консисторию. Несмотря на то, что в период «sede vacante» до выборов нового Папы коллегия руководит Церковью, её власть существенно ограничена; коллегия не обладает всей полнотой власти Папы (согласно апостольской конституции Universi Dominici Gregis).

## Состав и структура
Апостольская конституция Папы Сикста V Postquam verus от 1586 года установила разделение членов коллегии кардиналов на три группы:
- Кардиналы-епископы — шесть епископов субурбикарных епархий и Патриархи восточнокатолических церквей.
- Кардиналы-священники — архиепископы наиболее важных архиепархий с титулами старейших римских церквей.
- Кардиналы-дьяконы — прочие члены Коллегии, имеющие титулы исторических диаконатов Рима.

Несмотря на такое разделение, все кардиналы на конклаве равны и каждый имеет по одному голосу. В настоящее время все кардиналы имеют епископскую степень священства, хотя формально это не является обязательным.
Председателем и заместителем председателя Коллегии являются Декан Коллегии кардиналов и Заместитель декана (субдекан или вице-декан). Они обязательно должны быть субурбикарными кардиналами-епископами, но их избрание требует папского подтверждения. Если бы не председательство, декан не имел бы никакой власти управления над кардиналами, вместо этого он действует, как лат. primus inter pares (первый среди равных).
Государственный секретарь Ватикана, префекты Конгрегаций Римской курии, Камерленго Римско-католической Церкви, Великий пенитенциарий, генеральный викарий Рима, и патриархи Венеции и Лиссабона — всегда кардиналы, с немногими, как правило, временными, исключениями.
С XVI века число кардиналов в коллегии не превышало 70 человек, традиционно большинство из них составляли итальянцы. Иоанн XXIII нарушил эту традицию. В настоящее время в кардинальской коллегии насчитывается около 200 кардиналов, причём итальянцы находятся теперь в абсолютном меньшинстве.
Представительство отдельных стран среди коллегии кардиналов в большей степени связано с их значимостью для Ватикана, нежели с реальным числом последователей католицизма. Так, например, по состоянию на 10 ноября 2012 года половину всех кардиналов моложе 80 лет составляли европейцы (80% из них — представители Западной Европы), в то время, как среди всех католиков жители Западной и Восточной Европы составляют 16,6 и 6,6 % соответственно. Бразилию и Польшу, католическое население которых различается в шесть раз, в коллегии представляют по три кардинала-выборщика (хотя в реальности по 8 кардиналов). Каждый шестой член коллегии — итальянец, хотя доля Италии в католическом населении мира составляет чуть более 3%.
Исторически члены Коллегии были также духовенством города Рима, служа папе римскому, как Епископу Рима и были назначены исполнять обязанности в округах города.

## ИзбраниеПапы Римского
С 1 января 1971 года, кардиналы, достигшие 80-летнего возраста, не имеют права голоса на папских выборах, в соответствии с motu proprio папы римского Павла VI Ingravescentem Aetatem.
Современные правила избрания папы римского сформулированы в апостольской конституции Universi Dominici Gregis, изданной папой римским Иоанном Павлом II 22 февраля 1996. Конституция заявляет, что кардиналы, достигшие 80-летнего возраста ко дню, когда Папский Престол стал вакантным, не имеют голоса на папских выборах.

## Основные сановники Коллегии кардиналов
- Декан Коллегии кардиналов — кардинал-епископ Джованни Баттиста Ре;
- Вице-декан Коллегии кардиналов — кардинал-епископ Леонардо Сандри;
- Кардинал-протоепископ — кардинал-епископ Фрэнсис Аринзе;
- Кардинал-протопресвитер — кардинал-священник Михаил Мичаи Китбунчу;
- Кардинал-протодьякон — кардинал-дьякон Доминик Мамберти;
- Секретарь Коллегии кардиналов — архиепископ Илсон де Жезус Монтанари.